# 2024년 1월 죽음
다음은 2024년 1월에 사망한 저명한 인물 목록이다.
- 1월 1일
  - 대한민국의 수석부위원장 김동관

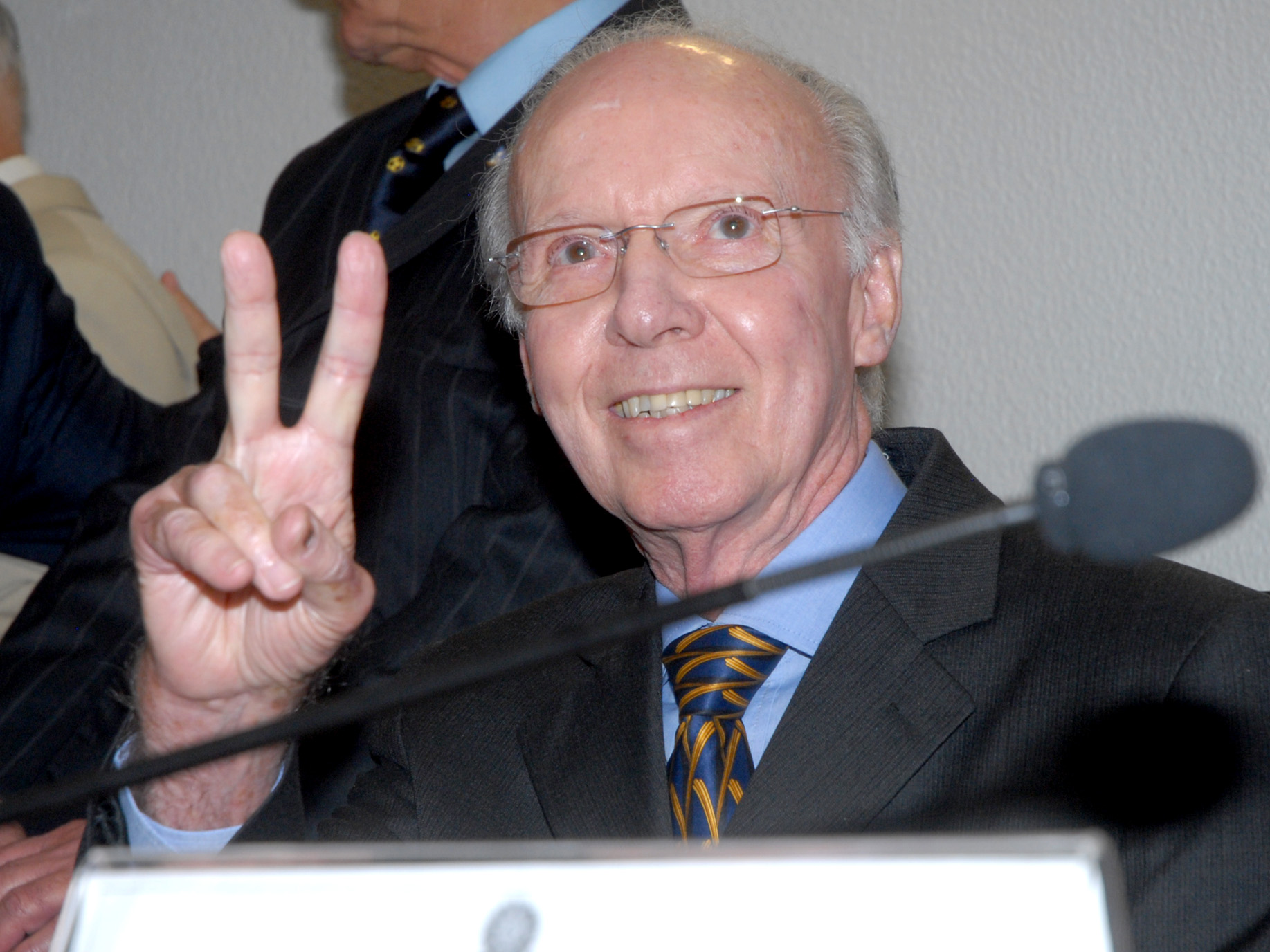
마리우 자갈루

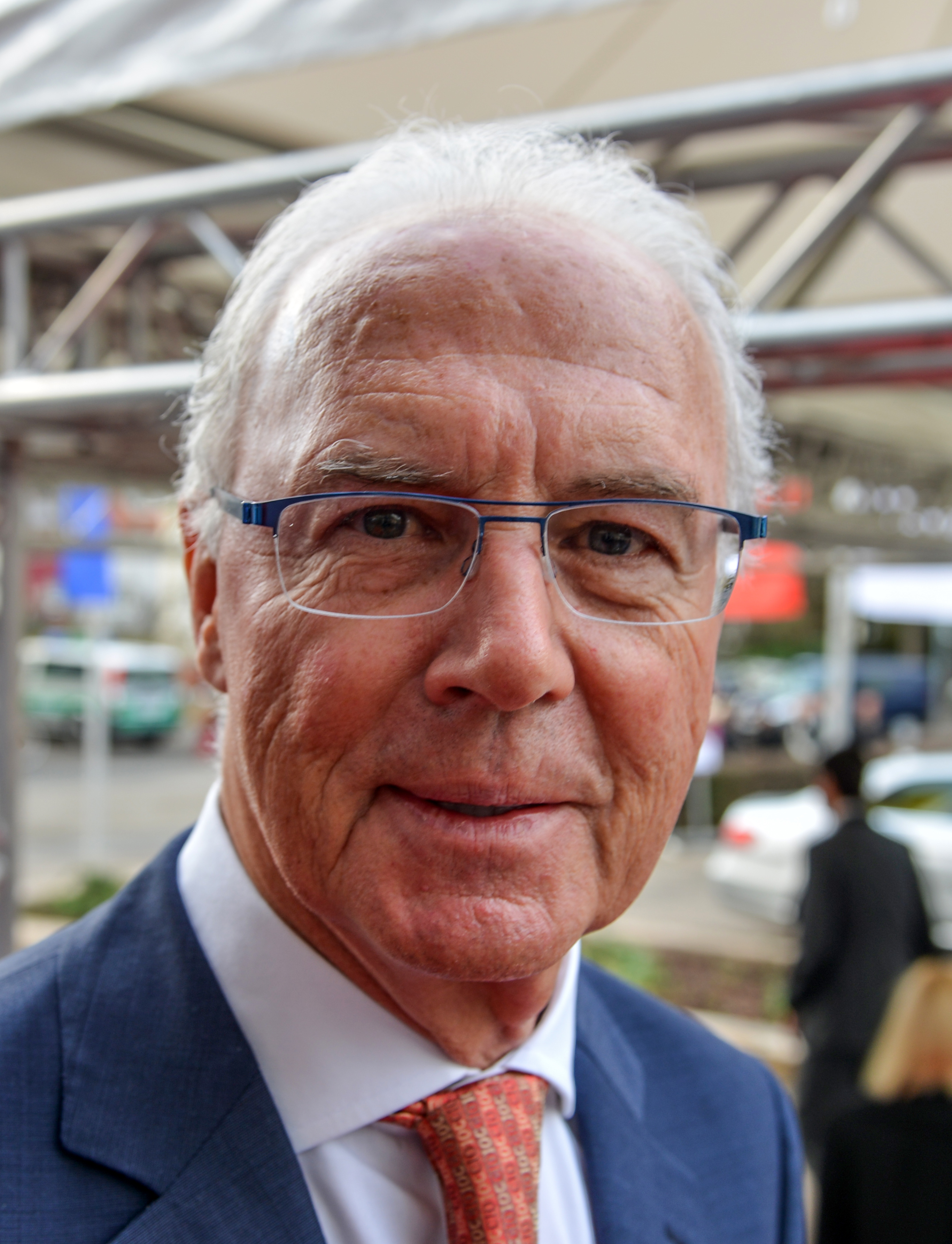
프란츠 베켄바워

  - 스위스의 컴퓨터과학자 니클라우스 비르트
  - 대만의 야구인 장즈자
  - 대한민국의 교육자 정홍섭
- 1월 4일
  - 대한민국의 교육인 고학찬
  - 영국의 영화배우 글리니스 존스
  - 미국의 영화배우 데이비드 솔
  - 일본의 사진가 시노야마 기신
  - 일본의 축구인 요코야마 도모노부
  - 독일의 영화배우 크리스티안 올리버
- 1월 5일
  - 잉글랜드의 가수 델 파머
  - 브라질의 축구인 마리우 자갈루
  - 대한민국의 바둑기사 장명한
- 1월 7일
  - 대한민국의 정치인 국종남
  - 독일의 축구인 프란츠 베켄바워
- 1월 8일
  - 우크라이나의 축구인 보흐단 셰르슌
  - 멕시코의 영화배우 아단 칸토
  - 벨기에의 축구인 프란스 얀선스
- 1월 9일
  - 대한민국의 소설가 손용상
  - 대한민국의 배구인 최홍석
- 1월 10일
  - 대한민국의 성우 성창수
  - 미국의 게임디자이너 제넬 자퀘이스
  - 미국의 판타지작가 테리 비슨
  - 미국의 영화배우 티사 패로우
- 1월 11일
  - 조선민주주의인민공화국의 정치인 김경옥
  - 대한민국의 공학자 서정욱
- 1월 12일
  - 대한민국의 기초단체장 강택상
  - 미국의 영화배우 빌 헤이스
- 1월 13일 - 체코의 영화배우 야나 흐라바초바
- 1월 14일
  - 오스트레일리아의 축구인 스티븐 레이벗
  - 스페인의 축구선수 리카르도 알로스
  - 오스트리아의 영화배우 엘리자베스 트리센나
- 1월 15일
  - 대한민국의 아나운서 김승한
  - 대만의 정치인 스밍더
  - 대한민국의 연구인 채경철
- 1월 16일
  - 대한민국의 소설가 박일문
  - 미국의 작곡가 피터 쉬켈
- 1월 19일
  - 대한민국의 정치인 김용수
  - 대한민국의 영화감독 이두용
- 1월 20일
  - 캐나다의 영화감독 노먼 주이슨
  - 조선민주주의인민공화국의 정치인 최태복
- 1월 21일 - 대한민국의 법조인 이영욱
- 1월 22일
  - 이탈리아의 축구인 루이지 리바
  - 미국의 물리학자 아노 앨런 펜지어스
  - 대한민국의 치의학자 한송
- 1월 23일
  - 미국의 가수 멜러니 사프카
  - 프랑스의 축구인 장 프티
- 1월 24일 - 미국의 포르노배우 제시 제인
- 1월 26일 - 미국의 야구인 지미 윌리엄스
- 1월 28일
  - 대한민국의 법조인 강철구
  - 대한민국의 언론인 이민희
  - 대한민국의 기업인 이영호
  - 대한민국의 가수 정선연
  - 파나마의 축구인 루이스 테하다
- 1월 29일
  - 대한민국의 정치인 김고성
  - 일본의 테러리스트 기리시마 사토시
  - 일본의 만화가 아시하라 히나코
  - 이탈리아의 영화배우 산드라 밀로
  - 대한민국의 법조인 이정우
  - 대한민국의 교육자 조경식
  - 팔레스타인의 소녀 힌드 라잡
- 1월 30일 - 미국의 영화배우 치타 리베라
- 1월 31일
  - 대한민국의 공무원 이균범
  - 대한민국의 교수 최창조
  - 미국의 야구인 존 프레겐저